# 心のフレーム
「心のフレーム」（こころのフレーム）は、岡村孝子の通算29枚目のシングル。2004年8月25日発売。発売元はBMGファンハウス。

## 解説
あみん時代から数えてデビュー20年目に発売された記念作品「天晴な青空」（2002年7月24日）以来、約2年振りのシングル。
シングルでは、現時点で唯一、ヴォーカル入りの曲が3曲収録されている。
初回限定盤にDVDが付いた初めての作品。
2002年に行われたコンサートツアー「DO MY BEST」からライブDVD『Encore V 〜20th Anniversary Concert Tour, '02 DO MY BEST〜』（2003年9月25日）に未収録のライブ映像が収録。
表題作は朝の香り漂う爽やかなメロディ。
日本テレビ『素顔が一番!』のエンディングテーマ曲として使用された。
「心のフレーム」「希望の朝」ともに、14枚目のアルバム『Sanctuary』（2005年2月23日）に収録されたが、どちらもAlbum Mixとなっている。
本シングルと同一のミックスはアルバム未収録である。
アコースティック・バージョンで収録されている「Baby, Baby」は、2枚目のアルバム『私の中の微風』（1986年7月2日）に初収録されたバラード。
コンサートツアー「OKAMURA TAKAKO CONCERT TOUR '03 "TEAR DROPS"」で披露したアレンジが好評だったため、新録音にて収録。

## 収録曲
1. 心のフレーム　（4:39）
  - 作詞・作曲: 岡村孝子、編曲: 萩田光雄

NTV系列「素顔が一番!」エンディングテーマ
2. 希望の朝　（4:57）
  - 作詞・作曲: 岡村孝子、編曲: 萩田光雄
3. Baby, Baby （アコースティック・バージョン）　（5:11）
  - 作詞・作曲: 岡村孝子、編曲: 海老原真二
4. 心のフレーム 〜インストゥルメンタル〜
5. 希望の朝 〜インストゥルメンタル〜

## DVD収録曲
1. あなたと生きた季節
2. ピエロ

## 収録作品
- 心のフレーム
※アルバム未収録
- 心のフレーム （Album Mix）
  - Sanctuary　（14th アルバム）
  - TOY BOX
- 希望の朝
※アルバム未収録
- 希望の朝 （Album Mix）
  - Sanctuary
- Baby,Baby （アコースティック・バージョン）
※アルバム未収録